# Hermenegildo Santos
Hermenegildo Santos, né le 16 août 1990 à Kilamba Kiaxi en Angola, est un joueur angolais de basket-ball. Il évolue au poste de meneur.

## Palmarès
- Champion d'Afrique 2013
- Médaille d'or aux Jeux africains de 2015